# Savigny-lès-Beaune
 Savigny-lès-Beaune  es una población y comuna francesa, en la región de Borgoña, departamento de Côte-d'Or, en el distrito de Beaune y cantón de Beaune-Nord.

## Demografía
| 1220 | 1285 | 1410 | 1404 | 1392 | 1422 |
| Para los censos de 1962 a 1999 la población legal corresponde a la población sin duplicidades (Fuente: INSEE [Consultar]) |      |      |      |      |      |